# Rosenberg och Åkerström
Rosenberg och Åkerström var till och med 2000 en av SCB avgränsad och namnsatt kommunöverskridande småort i kommunerna Trollhättan och Lilla Edet i Västra Götalands län. Den omfattade bebyggelse på ömse sidor om Göta älv (utan broförbindelse). Öster om älven Rosenberg, eller Stubbered i Gärdhems socken i Trollhättans kommun. Väster om älven Åkerström i Hjärtums socken i Lilla Edets kommun.
69 av de 75 invånarna (2000) tillhörde Trollhättans kommun.
Från 2005 uppfylldes inte längre kraven på en småort och det existerar sedan dess ingen bebyggelseenhet med detta namn.

## Fors och sluss
Fram till 1926 fanns på platsen en fors i Göta älv. Fram till dess Gustaf Adolfs slussen byggts färdig 1768 var Åkerström därför en viktig omlastningplats. Forsen försvann och slussen hamnade under vattenytan efter 1926, då Lilla Edets kraftverks damm byggs. Fallhöjden ökade då till sex meter i Lilla Edet och vattenytan uppströms höjdes med omkring två meter. 